# Conrad Hilton
Conrad Nicholson Hilton (San Antonio, 25 dicembre 1887 – Santa Monica, 3 gennaio 1979) è stato un imprenditore statunitense del settore alberghiero, fondatore della catena Hilton Hotels.

## Biografia

### Gli inizi
Di origini norvegesi, figlio di Augustus Halvorsen Hilton (1854–1919) e di Mary Genevieve Laufersweiler, entrò nel mondo delle strutture ricettive a 16 anni come portiere notturno di un hotel meublé di sole cinque stanze, il cui proprietario era suo padre August, a San Antonio, nel Nuovo Messico. Vitto e alloggio costavano un dollaro.
Nel 1913 entrò come cassiere nella banca cittadina e due anni dopo ne era presidente.

### I primi successi
Si associò poi al padre in una serie di iniziative commerciali che, oltre "l'alberghetto", comprendevano autorimesse e negozi.
Acquistò il primo albergo in un momento d'impazienza: si era recato a Cisco per trattare un investimento nel settore bancario, ma quando vide che la cosa andava per le lunghe acquistò un hotel di 40 camere. Con questo, nel 1919, fondò la Hilton Hotels Corporation.

## La famiglia
Nel 1925 sposò Mary Adelaide Barron, dalla quale ebbe tre figli: Conrad (1926-1969), Barron (1927-2019) ed Eric (1933-2016). Nel 1934 i due divorziarono. Nel 1942 sposò Zsa Zsa Gábor. Divorziarono nel 1946 e l'anno seguente nacque la loro figlia, Constance Francesca Hilton. Nel 1976 sposò Mary Frances Kelly, con la quale rimase fino alla morte.

## L'impresa negli anni
Nel 1966 Conrad, oramai anziano, cedette la presidenza al secondogenito, Barron. Questi ristrutturò la Hilton Hotels Corporation: istituì una società per gli acquisti di tutti gli alberghi della catena, stipulò alleanze con altri imprenditori, ridusse il personale e le spese e aumentò il prezzo delle camere. I profitti raddoppiarono in due anni.